# Свартбол, Роб
Роб Свартбол (нидерл. Rob Swartbol; род. 11 января 1964 года, Гаага, Нидерланды) — нидерландский дипломат, посол Нидерландов в России с 2019 по 2020 год. Свартбол был женат, имеет двоих детей.

## Образование и карьера
В 1988 году Роб Свартбол получил степень магистра в области политических наук (международные отношения), окончив Роттердамский университет Эразма.
Свартбол занимал различные должности в государственном департаменте с 1990 по 1995 год. До 1998 года был личным секретарём министра иностранных дел. До 2002 года Свартбол был главой политического отдела посольства Нидерландов в Вашингтоне в США, а затем до 2006 года советником по внешней политике и обороне Департамента по общим вопросам.
С 2006 по 2009 год Свартбол впервые стал послом и отправился в г. Братислава (Словакия). Затем он занимал должность директора по финансовым вопросам в ООН до 2011 года. С 2011 по 2012 год Свартбол был заместителем, затем до 2014 года генеральным директором по международному сотрудничеству в министерстве иностранных дел Нидерландов. В 2014 году он стал послом Нидерландов в Джакарте с аккредитацией для Индонезии и Восточного Тимора. С сентября 2019 года по начало 2020 года был послом Нидерландов в России.
Скончался 16 сентября 2021 года после продолжительной болезни.